# جيانلوكا باربا
جيانلوكا باربا (بالإيطالية: Gianluca Barba)‏ (27 فبراير 1995 بفيورينزولا دردا في إيطاليا - ) هو لاعب كرة قدم إيطالي في مركز الدفاع. لعب مع أتالانتا.

## روابط خارجية
- جيانلوكا باربا على موقع قاعدة بيانات كرة القدم.إي يو (الإنجليزية)
- جيانلوكا باربا على موقع Soccerway.com (الإنجليزية)
- جيانلوكا باربا على موقع AS.com (الإسبانية)